# 塞拉尔朱斯
塞拉尔朱斯（義大利語：Selargius），是意大利撒丁大区卡利亞里廣域市的一个市镇。总面积26.71平方公里，人口29050人，人口密度1087.6人/平方公里（2009年）。ISTAT代码为092068。